# Cyanoramphus novaezelandiae
Il kakariki fronte rossa (Cyanoramphus novaezelandiae (Sparrman, 1787)) è un uccello della famiglia degli Psittaculidi.

## Descrizione
Il kakariki è un pappagallo di dimensioni medio-grande (30-40 cm). Esiste in due colorazioni: verde, ancestrale, e in mutazione gialla. L'incrocio di un esemplare giallo con uno verde dà luogo a piccoli pezzati.
Il dimorfismo sessuale, evidente, è nelle dimensioni della testa e del corpo. Pur dello stesso colore il maschio adulto presenta una testa e un becco molto più imponenti.

## Biologia

### Alimentazione
Sono ghiotti di frutta e verdura. Oltre a ciò è importante fornirgli la giusta quantità di estrusi per garantirgli una dieta giusta e bilanciata, è possibile alternare con dei pastoncini a base di gamberetti e di verdure. 

### Riproduzione
I kakariki sono maturi sessualmente già ad 8 mesi. Depongono, dalle 4 alle 10 uova,l'incubazione dura 21 – 24 giorni ed i piccoli sono nutriti dalla sola femmina. I pulli lasciano il nido dopo poco più di un mese per diventare indipendenti dopo circa una settimana.

## Distribuzione e habitat
Cyanoramphus novaezelandiae è diffuso in Nuova Zelanda, Nuova Caledonia e isole Norfolk. È una specie frugale che si adatta bene a vari habitat. Purtroppo, con l’arrivo dei coloni europei, il suo numero è sceso fin quasi all’estinzione. Grazie però a programmi di conservazione in natura ed in cattività (specie molto prolifica) sta crescendo di numero. Essendo però ancora in pericolo è incluso nell’Appendice I del trattato di Washington.

## Tassonomia
Comprende le seguenti sottospecie:
- Cyanoramphus novaezelandiae novaezelandiae (Sparrman, 1787)
- Cyanoramphus novaezelandiae chathamensis Oliver, 1930
- Cyanoramphus novaezelandiae cyanurus Salvadori, 1891

C. novaezelandiae hochstetteri, C. novaezelandiae subflavescens†, e C. novaezelandiae erythrotis† sono state elevate al rango di specie.